# Tegelviksgatan

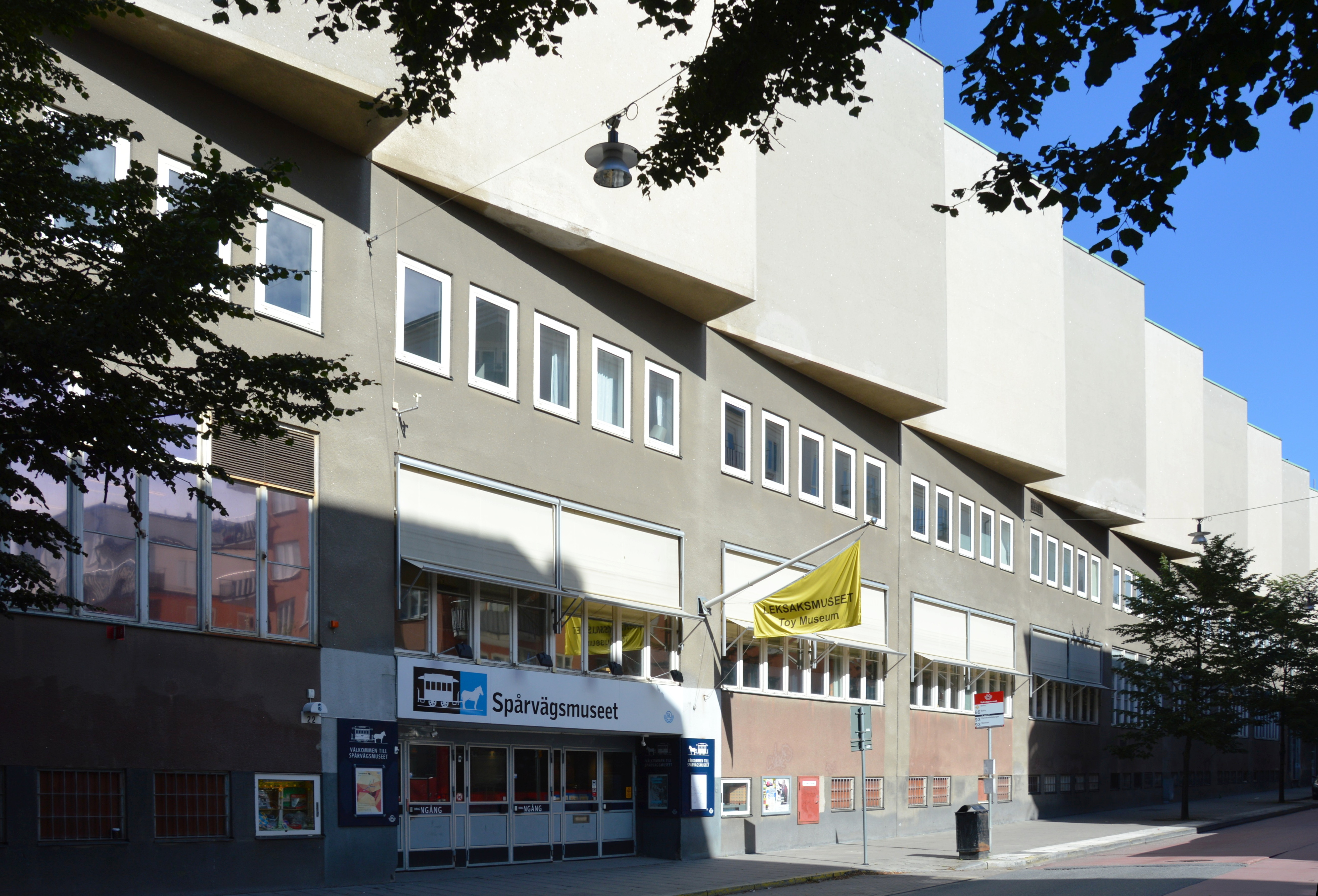
Tegelviksgatan 22 med före detta Spårvägsmuseet och Leksaksmuseet (byggnaden revs 2019-2020).

Tegelviksgatan är en gata på östra Södermalm i Stockholms innerstad. Den sträcker sig idag från Folkungagatan i norr till Barnängsparken vid Hammarby sjö i söder. Gatan fick sitt nuvarande namn 1926. Fram till 1980-talet gick Tegelviksgatan längre västerut, parallellt med Norra Hammarbyhamnen och slutade vid dagens Tullgårdsskolan.

## Historik

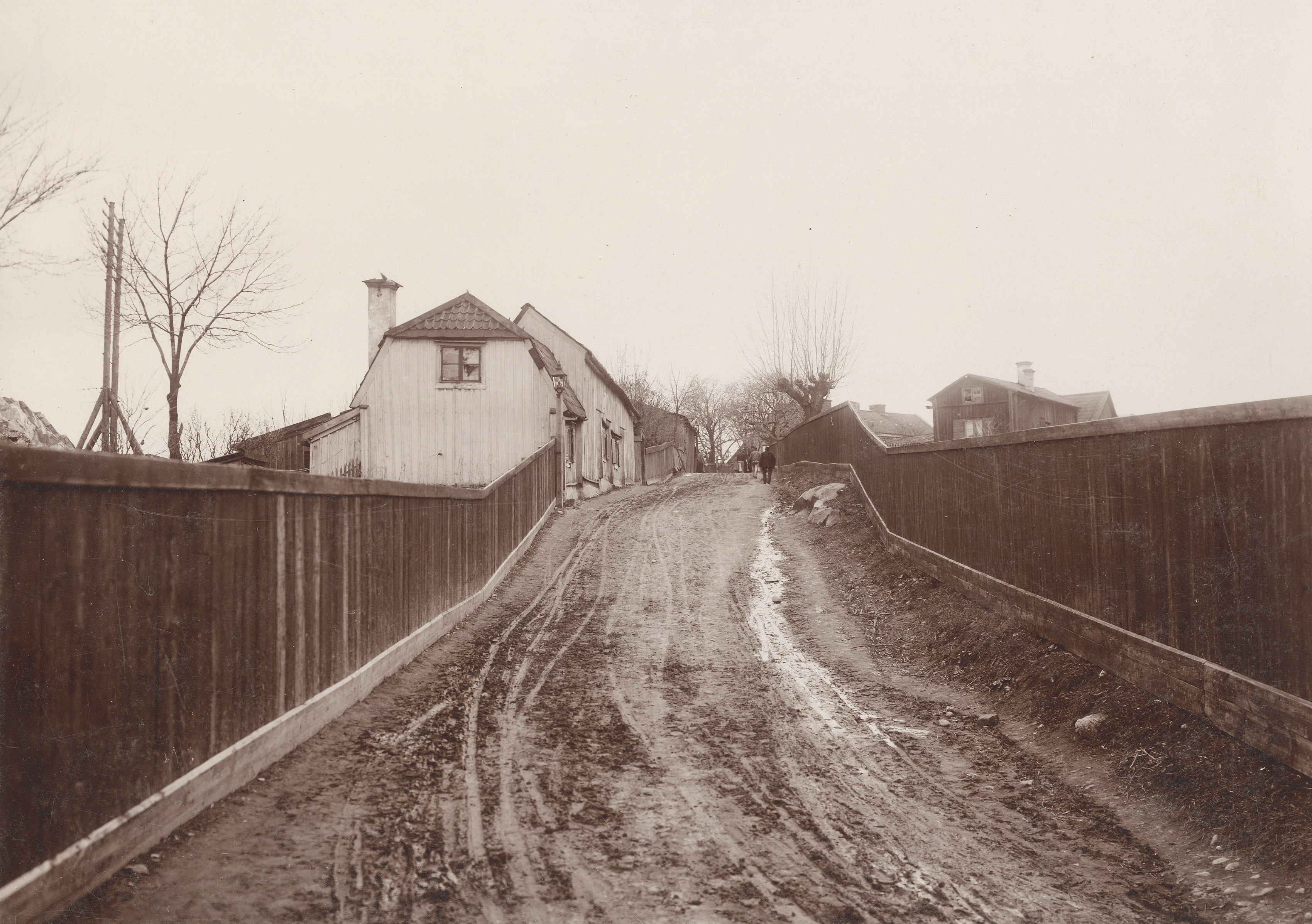
Vy från "Danviks Östra Kyrkogårdsgränd" (dagens Tegelviksgatan) mot sydväst.
Foto: Larssons Ateljé 1902.

Tegelviksgatan har sitt namn efter den inte längre existerande Tegelviken som var en Östersjövik mellan Erstaklippan och Fåfängan. Tegelviken i sin tur uppkallades efter ett tegelbruk som fanns vid viken på 1500-talet. Här ligger idag bland annat Vikingterminalen. 
En gata med namnet Tegelwijkzgatan (1696) gick från östra delen av Tegelviken i sydvästlig riktning ner till Bondegatan. Gatans nuvarande sträckning fastställdes i samband med regleringen av Södermalms gator och kvarter omkring 1885 (se Lindhagenplanen). Gatan fick heta Skurugatan och sträckte sig genom Barnängens ägor. 
Öster om Skurugatan skapades kvarteren Dadeln, Mandeln, Tobaken och Cigarren, som anlades delvis på utfyllnader i Hammarby sjö. Kring sekelskiftet 1900 hette gatans nordligaste del Danviks Östra Kyrkogårdsgränd, och liknande en landsväg mellan plank. Skurugatan fick 1926  namnet Tegelviksgatan efter ett förslag av Stockholms namnberedning från 1921 och utgick därmed ur Stockholms gatunamn.

## Bebyggelse

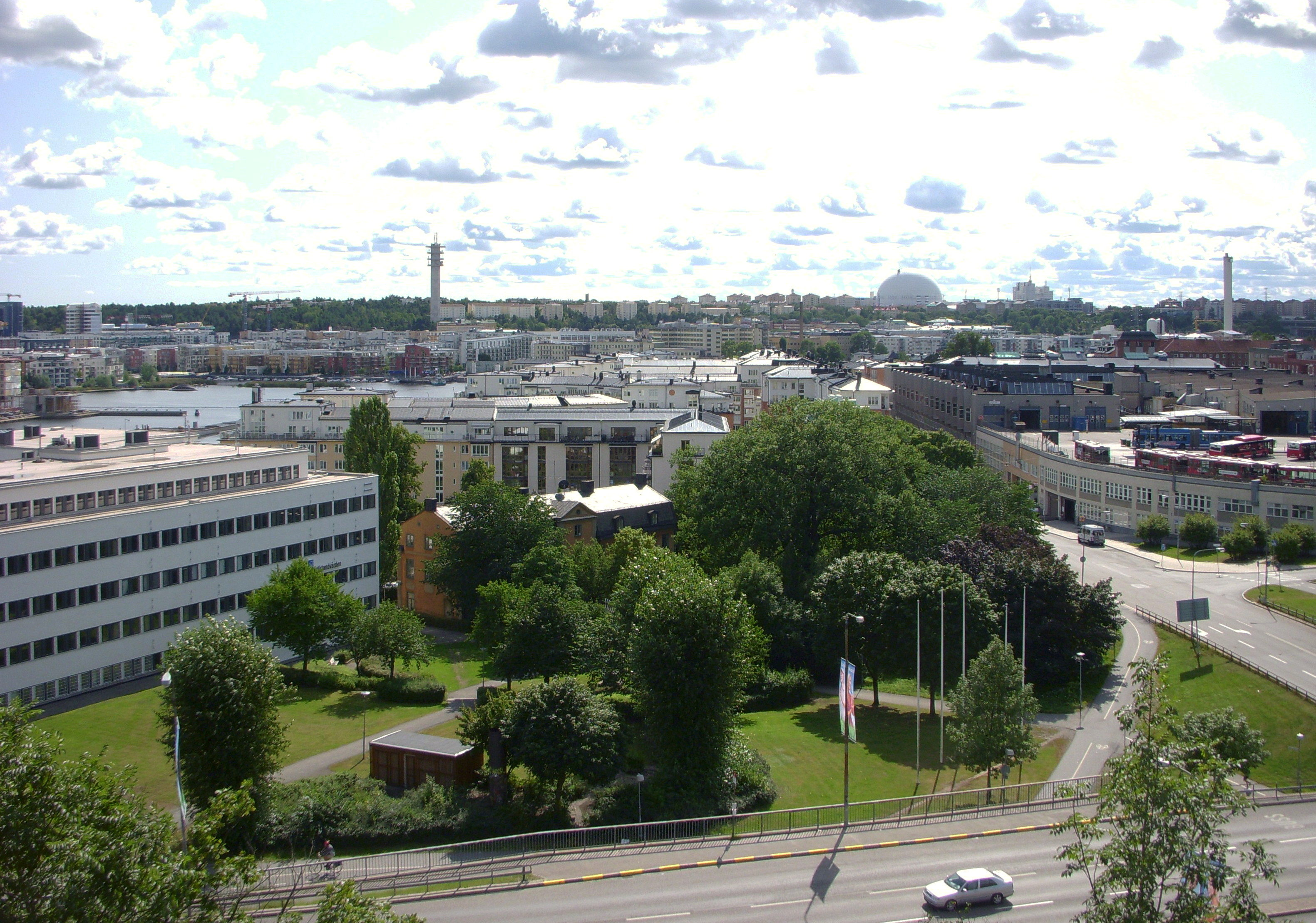
Tegelviksgatan och Hovings malmgård.

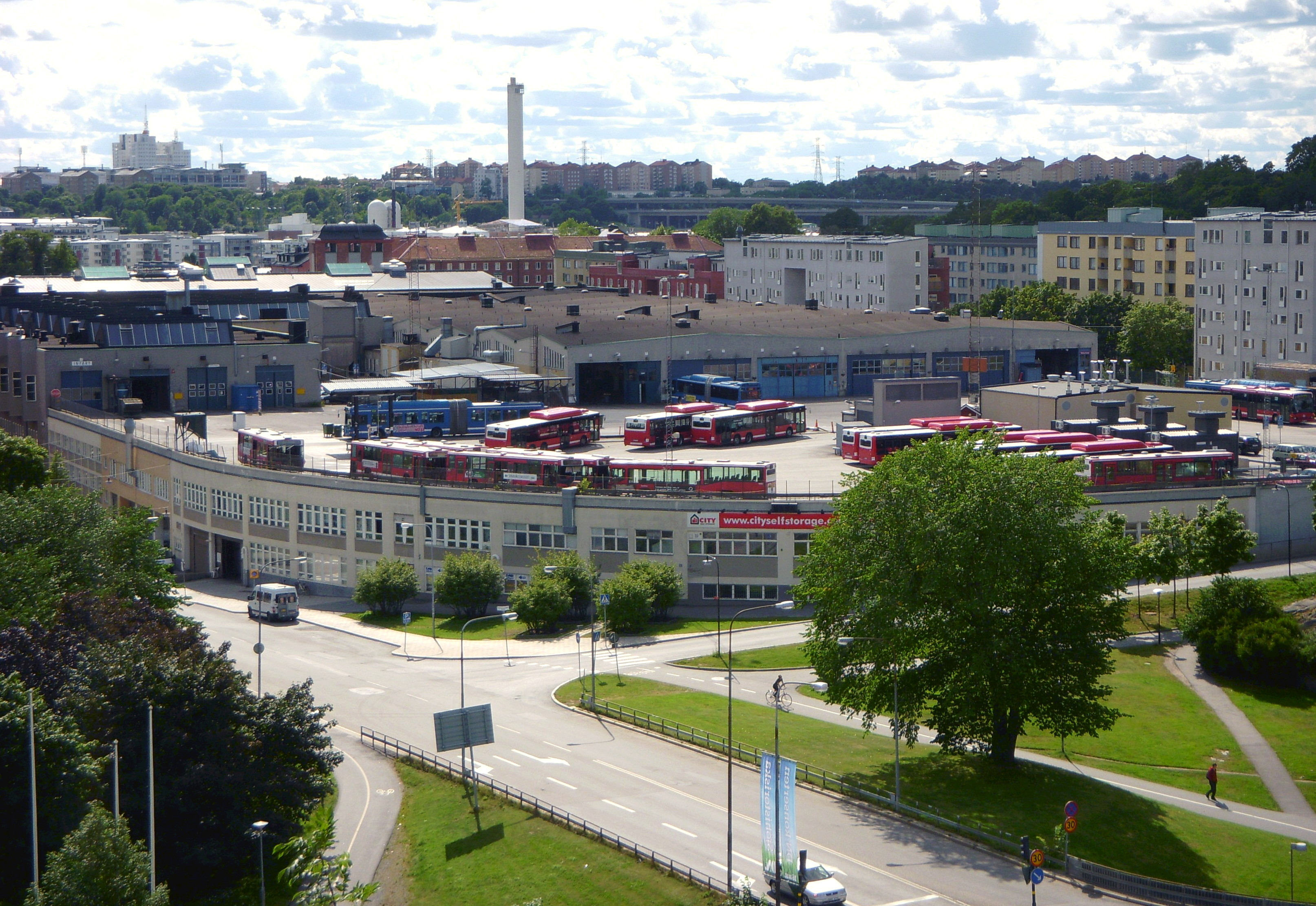
Tegelviksgatan och Söderdepån.

### Östra sidan
Vid nuvarande Tegelviksgatan / Alsnögatan står Hovings malmgård som uppfördes 1770 av färgaren Carl Gustaf Hoving och beboddes mellan 1842 och 1848 av industri- och tidningsmannen Lars Johan Hierta. Byggnaden är blåklassad av Stockholms stadsmuseum vilket innebär att bebyggelsens kulturhistoriska värde av stadsmuseet anses motsvara fordringarna för byggnadsminnen i Kulturmiljölagen. 
Direkt söder om malmgården, i kvarteret Nektarinen, ligger Danviksstationen från 1930-talet som var en av Stockholms transformatorstationer för stadens elförsörjning. Huset är numera ombyggt till kontor och grönmärkt av Stockholms stadsmuseum] vilket betyder att "bebyggelsen är särskilt värdefull från historisk, kulturhistorisk, miljömässig eller konstnärlig synpunkt". 
Den nyare bostadsbebyggelsen längs med Tegelviksgatans östra sida uppfördes under 1990-talet. Stora aktörer var Riksbyggen, JM och Besqab och bland anlitade arkitekter märks Nyréns Arkitektkontor (Mandeln 2 och 3) och Brunnberg & Forshed arkitektkontor (Nektarinen 7). Här låg tidigare bland annat Fryshuset och flera hamnmagasin. 

### Västra sidan
Vid västra sidan märks några större industribyggnader. De äldsta är rester efter Barnängens före detta fabriksområde med den bevarade Barnängens herrgård från 1767 och intilliggande Solidaritetshuset från 1782. Norr därom ligger röda tegelbyggnader för före detta Stockholms Bomullsspinneri- och Väfveri AB. Fabriksanläggningen, som ritades 1916–1917 av Cyrillus Johansson, bedömdes ha högt kulturhistoriskt värde och fick q-märkning i detaljplanen.
Strax norr därom, i kvarteret Persikan, låg SL:s buss- och vagngarage Söderdepån (även kallad Söderhallen) som ritades 1955 av arkitektkontoret Erik Vestergren & Cyril Marcus för Stockholms spårvägar. Sedan 1990–2017 inrymdes Stockholms Spårvägsmuseum i det tidigare bussgaraget. I anslutning fanns sedan 2005 Stockholms leksaksmuseum. Stockholms stadsbyggnadskontor har upprättat ett detaljplaneförslag (S-Dp 2013-01783) som innebär att bussgaraget rivs och ersätts med sju nya bostadskvarter i 5−10 våningar och omkring 1 170 lägenheter. Planförslaget godkändes efter ändringar i november 2016. Rivning av depåbyggnaden påbörjades under 2018. När den är genomförd kan den byggandet av 1 240 nya bostäder påbörjas 
Tegelviksgatans västra bebyggelse avslutas mot norr av Gröna gården som ligger i parkområdet mellan Bondegatan och Folkungagatan. Huset uppfördes 1854 för arbetare vid Liljeholmens stearinfabrik med Arbetarebostadsfonden som byggherre och Johan Fredrik Åbom som arkitekt. Byggnaden är blåklassad av Stockholms stadsmuseum.

## Bilder

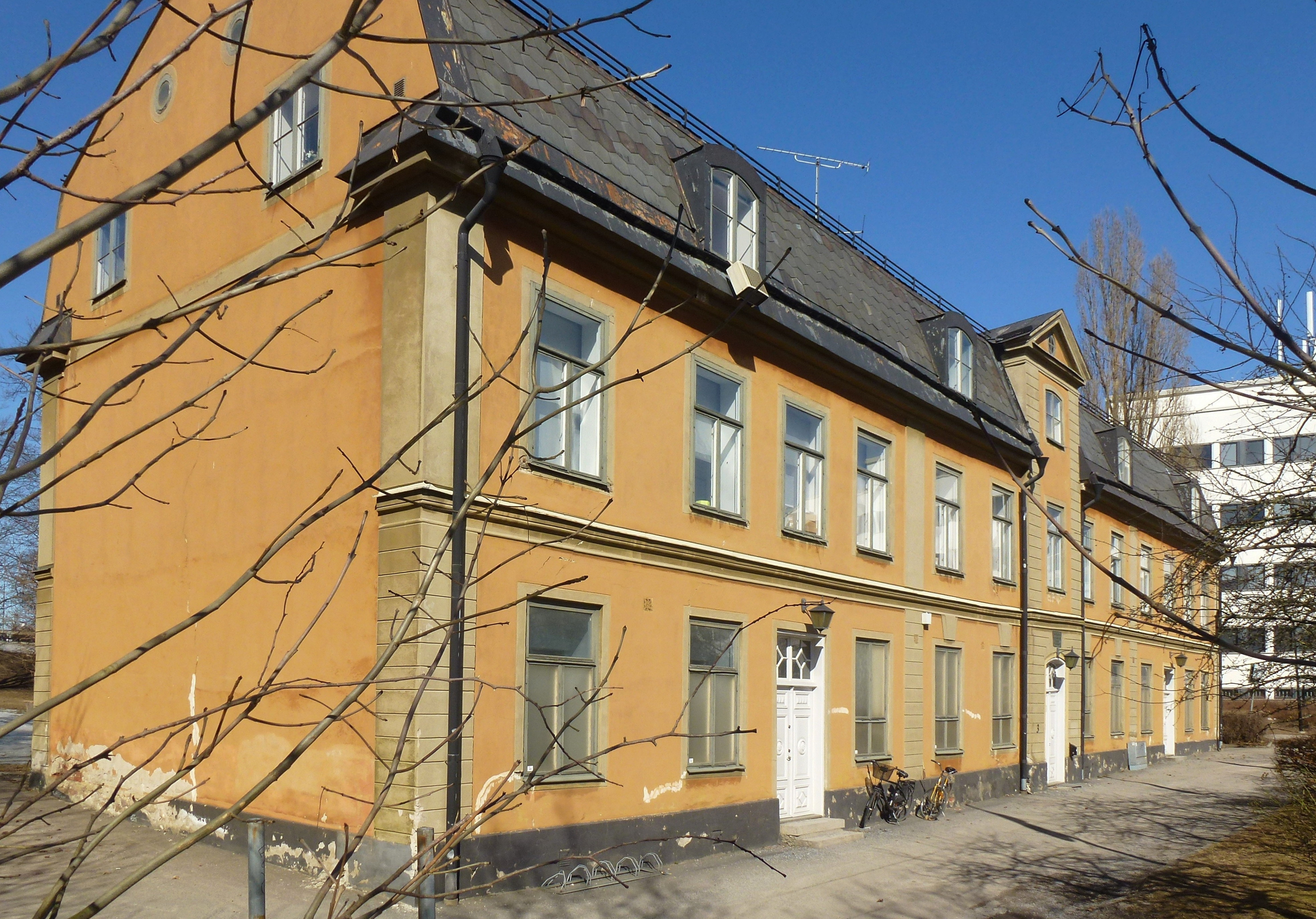
Hovings malmgård
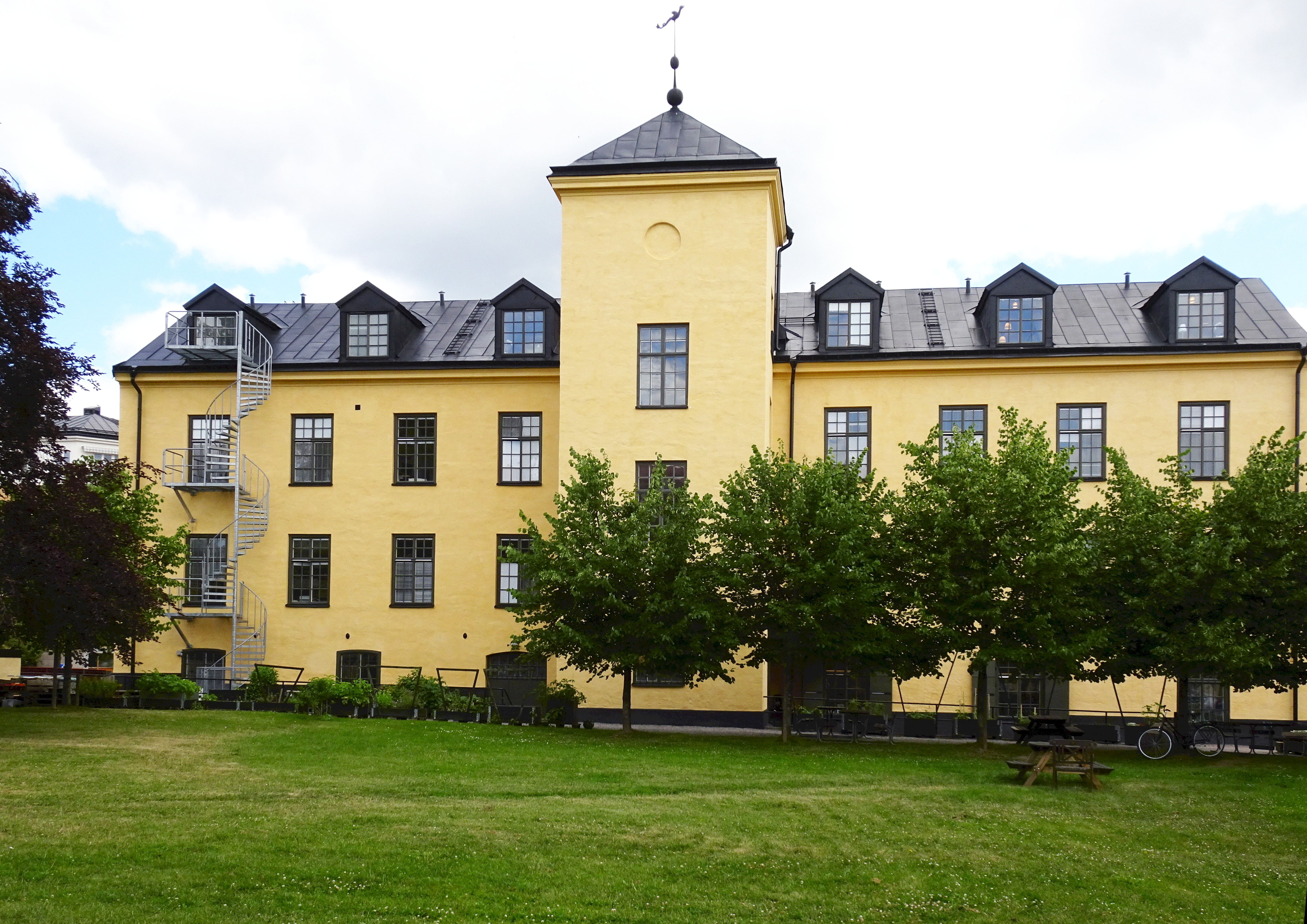
Solidaritetshuset
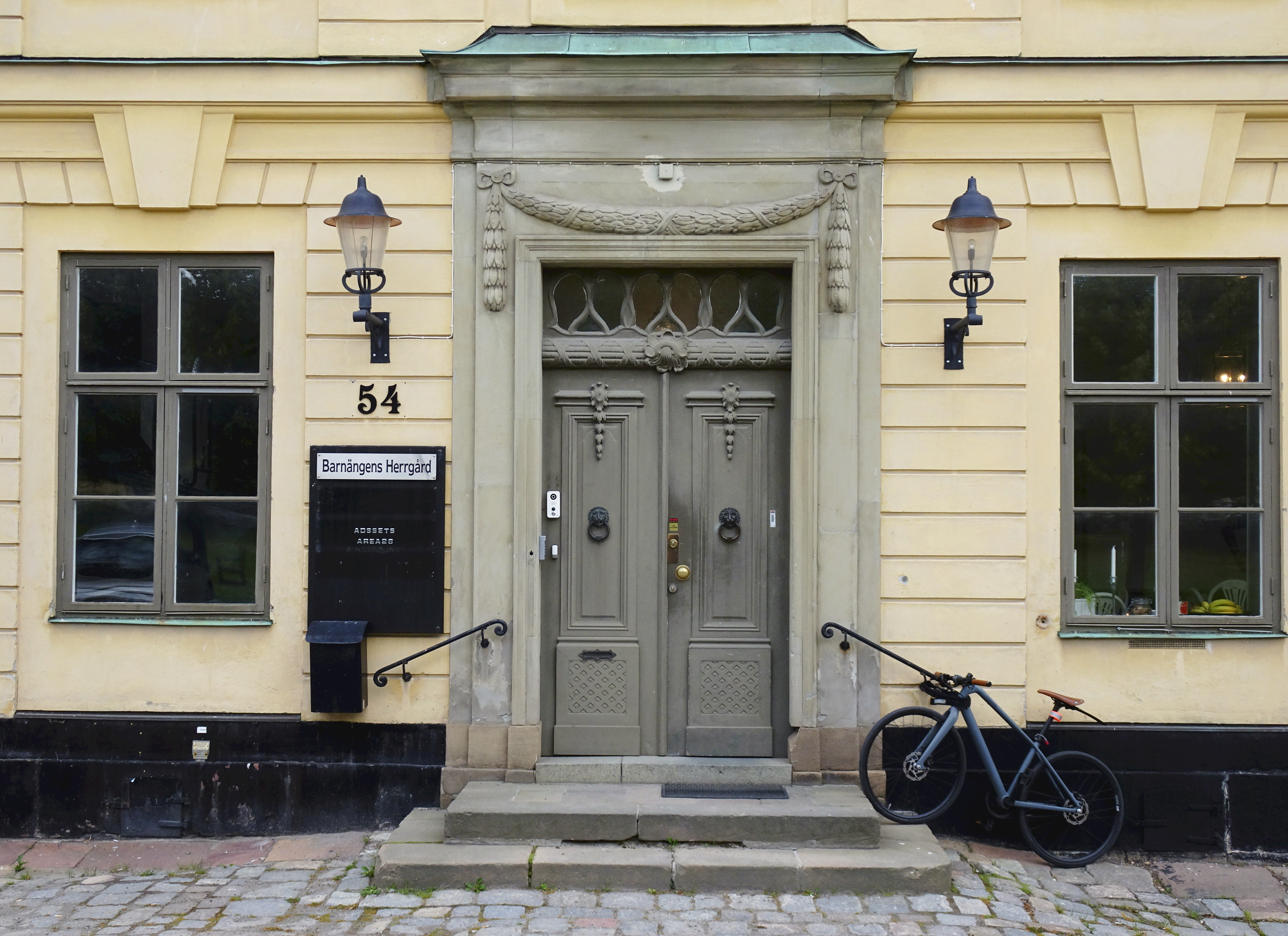
Barnängens herrgård
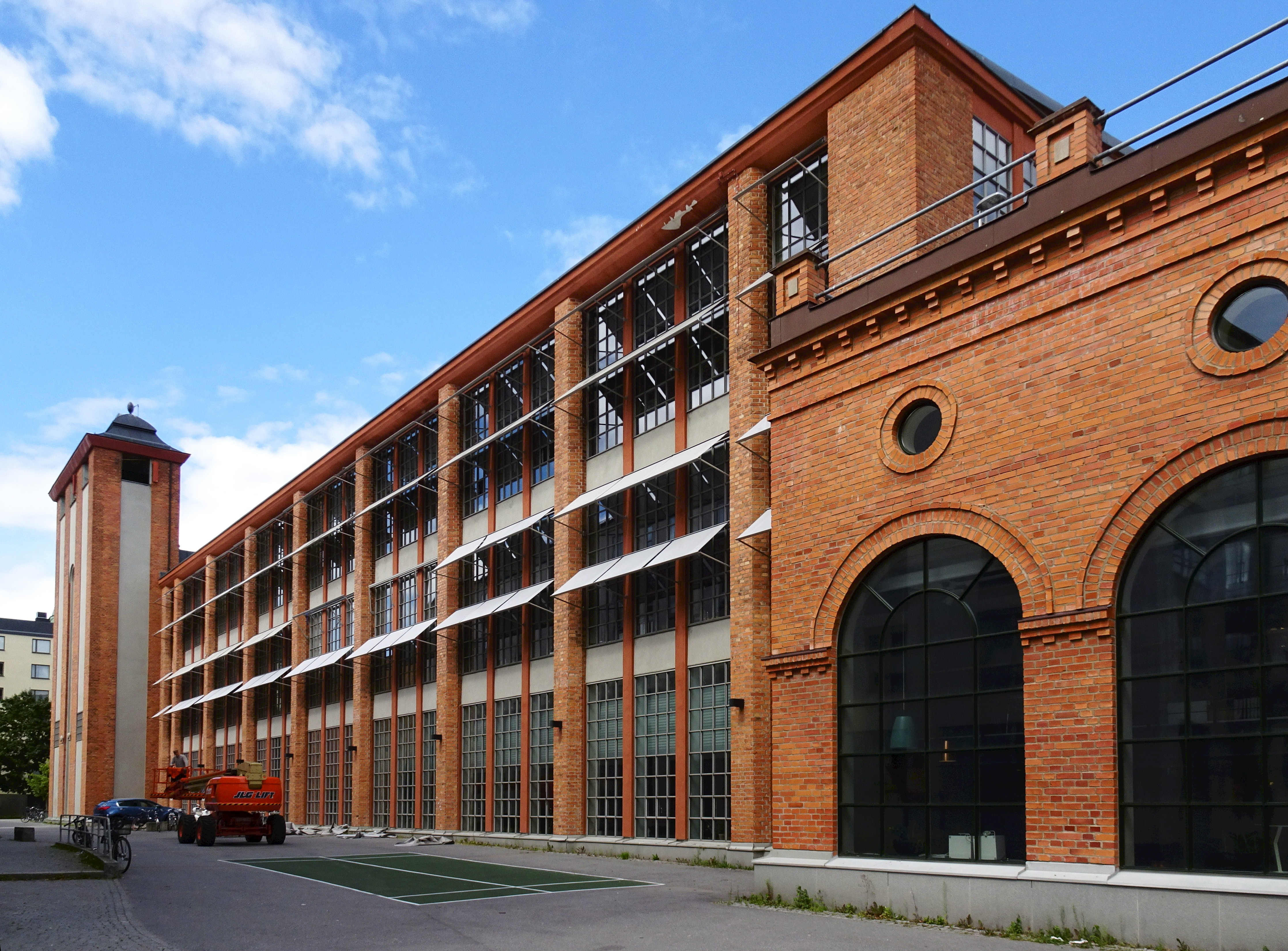
F.d. Bomullsspinneri- och Väfveri